# Feromon
Feromonii (greacă φέρειν - a purta, a informa) mai sunt denumiți „hormoni exteriori”. Ei sunt grupări chimice, molecule care chiar în diluții foarte mari, au rolul de a transmite semnalele, mesajele,  diferitelor specii în mediul viețuitoarelor din mediul vegetal și animal. Aceste substanțe au un rol important în procesul de comunicare dintre specii, marcarea de teritorii, găsirea partenerilor în procesul de reproducere, sau de găsire a hranei. Termenul de „feromon” a fost definit de Peter Karlson, Martin Lüscher și Adolf Butenandt.
Nu a fost identificat niciun feromon al Homo sapiens sapiens. „Amprentă olfactivă” nu e sinonim cu „feromon”. Androstadienona⁠(en)[traduceți] (androsteronul) are anumite caracteristici similare cu feromonii.

## Aplicații
Feromonii se folosesc în protecția plantelor contra dăunătorilor. Cu ajutorul lor se produc diferite „capcane” pentru a distruge insectele dăunătoare, sau prin perturbarea sistemului lor de comunicare se împiedică masculii de a găsi femelele în vederea reproducerii.